# میلتاون، نیوجرسی
میلتاون (به انگلیسی: Milltown) شهری در ایالت نیوجرسی کشور ایالات متحده آمریکا است که جمعیت آن در سرشماری سال ۲۰۱۰ میلادی، ۶٬۸۹۳ نفر بوده‌است.